# Geminispora mimosae
Geminispora mimosae är en svampart som beskrevs av Pat. 1893. Geminispora mimosae ingår i släktet Geminispora och familjen Phyllachoraceae.   Inga underarter finns listade i Catalogue of Life.